# X-plore
X-plore — файловий менеджер для смартфонів під керуванням операційних систем Symbian, Windows Mobile та Android від словацької компанії Lonely Cat Games (скор. LCG).
Згідно з оцінками оглядачів, X-plore є найбільш зручним та функціональним у порівнянні з іншими аналогами для Symbian.

## Ліцензія

### Android
Для Android програма є умовно безкоштовною без обмежень за базовими функціями чи строком використання програми, але з показом реклами. Для прибирання реклами та розблокування додаткових функцій необхідно внести одноразову плату.

### Symbian
Для Symbian програма була умовно безкоштовною з наявність трьохсекундного нагадування про необхідність реєстрації при старті та закритті програми, а з грудня 2014 програма стала повністю безоплатною.
У грудні 2015 року джерельний код X-plore для Symbian було відкрито на умовах public domain у та спочатку опубліковано у SVN репозиторії на сайті розробника, а в лютому 2022 року код було переопубліковано на сайті GitHub під ліцензією Apache 2.0. У липні 2016 так само було відкрито код мобільного поштового клієнта ProfiMail для Symbian, який в лютому 2022 року також було переопубліковано на сайті GitHub під ліцензією Apache 2.0.

## Можливості
- Стандартні операції з файлами (копіювання, переміщення, видалення, перейменування)
- Відображення прихованих та системних тек і дисків (і з повним доступом за умов хакінгу Symbian чи рутингу Android)
- Перегляд та зміна атрибутів файлів
- Пошук файлів
- Програвач мультимедіа (аудіо- та відеофайлів)
- Переглядач зображень
- Перегляд та редагування текстових файлів (з підтримкою Unicode[6])
- Перегляд ZIP, RAR, JAR архівів
- Упаковка файлів у ZIP-архів
- Перегляд документів MS Word (тільки текст)[6]
- Перегляд інформації про апаратне забезпечення смартфона
- Передача файлів через інтерфейси Bluetooth, IrDA
- HEX-редактор
- Багатомовний інтерфейс

## Нагороди
У 2009 році дві програми компанії «Lonely Cat Games» стали номінантами премії «2009 Symbian App of the Year» сайту Handango: файловий менеджер X-plore став переможцем у номінації «2009 Best Phone Tool», а музичний програвач LCG Jukebox став переможчем у номінації «2009 Best Entertainment App». Сама ж компанія «Lonely Cat Games» удостоїлася перемоги в номінації «Developer of the Year».
Окрім того програма X-plore удостоювалася звання «Editor's Choice» сайту Softonicта «Editor's Pick» сайту Brothersoft і Wareseeker.